# Pedreira (Belém)
Pedreira é um bairro do município de Belém, capital do estado brasileiro do Pará. Conhecido por ser o Bairro do samba e do amor, o apelido tem origem dos festejos de carnaval, já que a Aldeia Cabana, situada no bairro, é o principal palco dos eventos carnavalescos de Belém. O bairro foi o local escolhido por Francisco José de Sousa Soares de Andrea para o desembarque das tropas imperiais que iriam combater os rebeldes cabanos que tomaram Belém. O nome do bairro está ligado as grande pedreiras que dizem terem existido no local, bairro também já foi chamado de Pedreira do Guamá.
O bairro da Pedreira, popularmente conhecido como “bairro do samba e do amor”, pode ser entendido como um espaço em que, dentre outros grupos, se destacam os de cultura carnavalesca e casas noturnas. Pedreira é também cenário de festas afro religiosas de grande amplitude na mídia, como “O Tambor das Flores”, realizado pela Federação Espirita Umbandista dos Cultos Afro-brasileiros do Estado do Pará - FEUCABEP e a Festa de Iemanjá, da Associação Amigos de Iemanjá, iniciada na Pedreira e seguindo ate a praia de Outeiro, onde os afro religiosos prestam as suas homenagens e oferendas. Além dos folguedos carnavalescos, a Pedreira possui outros aspectos culturais marcantes na história do bairro: bois-bumbás, apresentação de pássaros, carimbós e quadrilhas juninas também fazem parte dos traços culturais do bairro
Central, com vias modernas e arborizadas, o bairro se destaca pelo aquecimento da procura de áreas e imóveis. É a Pedreira que abriga a Aldeia Cabana de Cultura Amazônica Davi Miguel, o equivalente ao sambódromo de Belém, que é utilizado como palco de vários eventos culturais. O bairro faz limites com o Bairro do Marco a leste, os Bairros do Umarizal e Fátima ao sul, os Bairros do Telégrafo e Sacramenta a oeste e o Bairro do Souza ao norte. Também há referência que o apelido "bairro do samba e do amor" foi dado pela escritora Eneida de Moraes, que também foi carnavalesca.
Era final do século XIX quando Belém experimentou o despontar do setor econômico e populacional, período este que foi sustentado pela extração da borracha, elevando os níveis de vida da população, instituindo transformações espaciais e culturais na cidade. Durante a Belle Époque a cidade o processo de urbanização se expandiu prolongando o centro urbano da cidade na época, Cidade – hoje conhecido como Cidade Velha – e Campina. As camadas mais populares foram, desbravadoras do lugar, foram pressionadas a buscarem refúgio nas regiões mais afastadas. O subúrbio então brotava das vivências humildes na pequena Belém, abriam-se caminhos por entre as matas, erguia-se casas sobre igarapés, das pedras surgiam as ruas, o sonho, a necessidade e a oportunidade reconfigurava a cidade.
Segundo os registros de Vicente Salles (2005), a população afrodescendente e cabocla mais pobre que habitava o bairro do Umarizal, com a urbanização e o aburguesamento daquela zona da cidade, foram se adensando no bairro vizinho: “na Pedreira se instalaram alguns dos mais famosos batuques de Belém”.
A abertura desses novos bairros de Belém situaram-se na Zona Sul, no qual compreendia os bairros Batista Campos, Jurunas, Cremação, Condor e Guamá; Zona Leste, compreendendo os bairros Nazaré, São Braz, Canudos e Terra Firme; e finalmente Zona Norte, compreendendo os bairros Umarizal, Matinha, Telégrafo Sem Fio, Sacramenta, Pedreira, Marco, Sousa e Marambaia
Data de 13 de setembro de 1893 a abertura das primeiras ruas do lugar, de autoria dos vogais (vereadores): Virgílio de Mendonça, Fortunato Alves de Sousa Junior, José M. C. de Macêdo, José Antônio Nunes, Virgílio Sampaio e Sabino Henrique da Luz, as avenidas – prolongamentos do Marco – 25 de Setembro, Duque de Caxias, Visconde de Inhaúma e Marquês de Herval, juntamente com as Travessas Estero Bellaco, Jutaí, Mercedes, Antônio Baena, Curuzu, Chaco, Vileta, Timbó, Lomas Valentinas, Itororó, Pirajá, Perebebuí, Alferes Costa e Boulevard Principal (atual Av. Dr. Freitas) foram criadas.
Autorizada pela Intendência na época, a abertura dessas ruas – prolongamentos do bairro do Marco – demarcou os primeiros cruzamentos da Pedreira, uma proposta urbanística que consolidaria os primeiros traços da organização do bairro. Mas data de 1905, sob a Intendência de Antônio Lemos, o projeto urbanístico que levaria qualidade de vida aos moradores do bairro da Pedreira. A planta original deste levou ao bairro a criação de subdivisões, o que dividia o mesmo em grandes quadras e supostamente a criação de artérias menores, as pequenas vilas e passagens.
A primeira mudança para as áreas alagadas e ainda com mata só viria na década de 1920 com a ajuda do médico Pedro Miranda, na época, chefe do Serviço Médico de Profilaxia Rural do Estado. Como os alagadiços serviam de habitat para uma grande quantidade de carapanãs no bairro, sendo o médico um daqueles que lutou para o aterramento do bairro, o que melhorou inclusive a vida dos moradores e o tráfego na região. Essa intervenção do medico Pedro Miranda fez com a que a prefeitura da cidade desse seu nome a principal avenida do bairro.
Outra avenida importante, que completou o conjunto das aberturas principais do bairro, é Avenida Avenida Antônio Everdosa, homenagem ao jovem Antônio Queiroz Ervedosa que morrera vítima de uma emboscada de vândalos durante o incêndio do prédio “A Província do Pará” em 29 de agosto de 1912.

### Periodo a partir de 1950
Na década de 1950, por exemplo, surgiam as primeiras linhas de transporte coletivo no Bairro. Pois até então o único transporte coletivo que existia nas proximidades da Pedreira era a linha Mauriti, que não entrava nas dependências do bairro, traçava sua rota a partir do Ver- O- Peso, atravessando todo o eixo da Av. Pedro Álvares Cabral até a Av. Tavares Bastos
Sendo um periodo de grande transformação, pois, já era possível ver moradias em alvenaria e até mesmo edificações de grande porte na área, escolas tradicionais como o Sagrado Coração de Jesus, Escola Salesiana do Trabalho e Alcindo Cancela (atual Josino Viana), os pontos comerciais já se estendiam pela Av. Pedro Miranda, feira, bares, igrejas e até mesmo um cinema, o Paraíso, já fora construído no bairro. O bairro também cresceu culturalmente, grupos folclóricos e escolas de samba eram destaques na vivência cultural da Pedreira, o mesmo virara refúgio de poetas, artistas e todos os amantes da boemia carnavalesca e poética que se formava no lugar.

### Periodo de 1980
Já na década de 1980, o bairro da Pedreira foi beneficiado pela maior obra de saneamento urbano já realizado em Belém. O projeto do Governo do Estado do Pará de macrodrenagem da Bacia do Uma – no qual abrangia nove bairros, entre estes o bairro da Pedreira – suplantaria as dificuldades que o bairro encontrara nas áreas mais alagadiças das suas dependências e adjacências
A Prefeitura de Belém também contribuiu para a modernização e drenagem das ruas do bairro da Pedreira. O projeto municipal Centros Urbanos de Recuperação Acelerada (CURA), elaborado e implantado também durante a década de 1980, levou para o bairro da Pedreira, além da drenagem, obras de terraplanagem, pavimentação, calçamento e arborização das vias no bairro.
No ano 2000, a Pedreira se preparava para receber um novo projeto que prometia, além de restaurar o projeto urbanístico das décadas anteriores – que, obviamente, já se encontravam desgastadas por falta de manutenção -, acrescentar ao bairro um espaço que promoveria o lazer, as atividades culturais, projetos sociais da área da cultura e saúde à comunidade. O projeto de construção do espaço Aldeia Cabana de Cultura Amazônica Davi Miguel, planejado pela Prefeitura de Belém, promoveu o resgate cultural da história da comunidade pedreirense.

## Bairro do Samba e do Amor e da Fé
Conta a tradição do carnaval de Belém que o atual formato das escolas de samba que se organizam anualmente para participar do concurso oficial da Prefeitura Municipal surgiu na década de 1930, a partir de um modelo importado do Rio de Janeiro, trazido por Raimundo Manito, morador do bairro do Jurunas, trabalhador das docas, viajante apaixonado pela então capital do país e pelas novidades que nela surgiam no século XX.
Os grandes eventos artísticos e culturais que dinamizavam a cidade para atender o consumo das elites locais, não impediam o crescimento de uma vida cultural intensa da população em geral, que desde o século XIX já participava dos eventos festivos públicos oficiais – como nas comemorações cívicas e eclesiásticas, nas ruas principais da capital – e não oficiais, eventualmente controlados e regulados pela polícia.
Nas praças e largos dos bairros centrais da cidade, assim como nos bairros mais periféricos/subúrbios, nas vilas e passagens, aconteciam as festas populares em períodos como a quadra natalina, o dia de reis, a ―estação carnavalesca e a quadra joanina
Belém chegou ao século XX com uma população total de cem mil habitantes. Sob o impacto das transformações econômicas, políticas e urbanísticas, a cidade modernizou-se e atingiu, na década de 1940, a marca impressionante de 200 mil habitantes.
Desde fins do século XIX, a cidade apresentada nos discursos oficiais e nos jornais locais como ―a metrópole da Amazônia‖, é imaginada como espaço e lugar em rápida transformação, em direção à modernidade contemporânea. Práticas culturais arcaicas ou primitivas são substituídas por outras consideradas mais elegantes, modernas; as novas práticas carnavalescas substituíram as antigas formas do entrudo português. Essas novas práticas misturavam influências culturais vindas do sudeste e nordeste do país, como os clubes carnavalescos, os bailes populares, os blocos de sujos e mascarados, com manifestações locais, como os cordões de roceiros, pretinhos e marujos (OLIVEIRA, 2006, p.15).

Ainda segundo o autor,
Em Belém, os primeiros registros são da década de 1930: Rancho Não Posso me Amofiná (Jurunas, 1934), Tá Feio (Umarizal, 1935-1942), Escola Mixta de Carnaval (Umarizal, 1936-1948), Escola de Samba Uzinense (Cremação, 1937-1949). As que desapareceram foram imediatamente substituídas por outras: Quem São Eles (Umarizal, 1946), Maracatu do Subúrbio (Pedreira, 1951; hoje Embaixada de Samba Império Pedreirense), Boêmios da Campina (Campina, 1952)57 (OLIVEIRA, 2000, p. 17).
Em um samba-enredo de 2012, da Embaixada de Samba do Impérios Pedreirense cantava,
[...] O charme oriental da boemia O China e Shangri-la O perfume da orgia, a sedução está no ar. Em noites de pura magia O sonho do artista se torna real O samba que vem dos terreiros Invadir as ruas com seu alto astral É a saga de um povo guerreiro Abrindo os caminhos Pra brincar o carnaval. 
Segundo PEREIRA (1997), o bairro da Pedreira, assim como o restante da periferia de Belém, também era um desses lugares que se erguiam nas vivências humildes de uma população exclusa da grande metrópole. Famílias pobres e herança afroindigena definiam a imagem da comunidade da baixada pedreirense .
O ritmo que brota longe nos terreiros de Candomblé, Mina, Umbanda, entre outras nações que haviam se instalado no bairro, era acolhido na existência de bares, casas de festas, bordéis e em todas as infinidades da vida boêmia do bairro da Pedreira.[2]
O ritmo viera para o bairro junto com as famílias adeptas das religiões de matrizes afro-indigenas. Essas famílias ao se instalarem também no bairro da Pedreira, difundiram sua tradição por quase toda a extensão da área, fundaram terreiros e promoviam encontros nas noites de suas manifestações religiosas. A afro-religiosidade tornava-se cada vez mais comum na Pedreira, fator este que fez florescer no bairro dezenas de terreiros e casas de santo. [2]
Segundo Oliveira (2006), essa característica carnavalesca do bairro da Pedreira se consolidou ainda mais no início do século XX, quando a brincadeira do Entrudo cedeu espaço para as novas manifestações carnavalescas no Brasil (FERREIRA, 2004).
Na década de 1950 foi fundada a primeira escola de samba do bairro, a Maracatu do Subúrbio (Hoje Embaixada de Samba do Império Pedreirense) que surgira da remanescência afro-cultural e carnavalesca do bairro. Foi no mesmo período que também ocorreu o primeiro desfile das escolas de samba de Belém, o evento foi marcado pela presença das primeiras escolas de samba e blocos carnavalescos da cidade e fora considerado o segundo melhor do país.

A Aldeia Cabana, o Bar Recanto Pedreirense, Bar do Vingança, Rainha’s Bar, Bar Toca do lobo, Bar do Pisco, Bar do Seu Jacó, as boates Rosa Vermelha, China, Shangri-la, Pulsanga, Robertão 70, Novo Horizonte, as casas de shows 15 de Novembro, a sede do Asas, Armazém, sede do Alegria, a pousada Cristal, as Escolas de Samba Império Pedreirense, Piratas da Batucada, Acadêmicos e todos as outras dezenas de bares, casas de shows, pousadas, escolas de samba e blocos carnavalescos, assim como, os templos religiosos, a feira e as gerações de famílias compõem o repertorio boêmio e cultural do Bairro da Pedreira.[2]
Esse repertório é a representação desta tradição que denota uma série de relações, significados e, acima de tudo, de sentimentos que foram experimentados ao longo de toda a construção cultural do bairro da Pedreira. Foram dessas relações que surgiram esses espaços no bairro, elementos da diversão, dos prazeres, do refúgio, da poesia, das necessidades e da religiosidade e fizeram com que o bairro fosse carinhosamente intitulado como o bairro do samba e do amor.[2]

### Batuques, Caboclos e Santos.
Outro elemento importante na construção e história do bairro é a presença de diferentes espaços religiosos. Contudo os espaços de matriz afroindigena são aqueles que merecem destaque, pois, boa parte do século XX essas expressões religiosas também eram famosas pela cidade. Considerando que a Pedreira foi um bairro periférico aonde essas matrizes religiosas tinham maiores adeptos, antes do crescimento das Igrejas Evangélicas em zonas periféricas. Existem inúmeros trabalhos que demonstram como a vida de Pajés e Pais e Mãe de Santo compunham traço marcante do Bairro.
Em relação as visões religiosas/espirituais podem ser ilustradas por uma narrativa pouco conhecida sobre um no canto da rua Lomas Valentina e Av. Antônio Everdosa, havia uma grande pedreira, chamada de Pedra Milagrosa, aonde as pessoas entravam para pedras que segundo contavam tinham propriedades medicinais, porém, com o tempo muitas construtoras foram escavando o local que após um certo periodo se tornou ocupado por famílias.
A influência afro-religiosa no bairro é marcante pela presença de vários terreiros antigos de Candomblé, Umbanda, Tambor de Mina e outras nações.
Esses terreiros, considerados referência quanto à localização de cultos afro religiosos na história da cidade de Belém povoaram a Pedreira, incorporando os sons dos batuques dos atabaques à sonoridade do bairro.  Nos jornais locais, a Pedreira era noticiada como lugar de batuque e terreiros (O Liberal, 12/02/1947) desde as primeiras décadas do século XX.
O folclorista Pedro Tupinambá registrou nos anos de 1970 a presença dos cultos africanos na Pedreira, como também no Jurunas, Guamá, Marco e Sacramenta (TUPINAMBÁ, 1973, p. 3). Um dos maiores e mais antigos terreiros observados nos anos 1970 pelo folclorista, no bairro da Pedreira, foi de Raimundo Silva, pai de santo conceituado, sobretudo porque levantava mastro 8em homenagem a São Sebastião. Foi iniciado na Bahia e voltou ao Pará, onde fundou seu próprio terreiro “Floresta de São Sebastião” (TUPINAMBÁ, 1973, p. 19)
Havia no bairro também o terreiro de Mãe Doca, Ialorixá conhecida porque também festejava o mastro de santo em honra a São Sebastião. Outra casa de culto era do babalorixá Roberto, cujo batuque era frequentado por radialistas e jornalistas (TUPINAMBÁ, 1973, p. 8). Os terreiros de Mãe Lô e de Astianax Gomes Barreiros – popularmente conhecido como “Prego” - também eram centros afro religiosos de grande prestígio na Pedreira.
Segundo Vale (2019), no carnaval da Pedreira, é possível visualizar essas interações entre carnaval e afro religiosidade, isto é, ritos sagrados transitam nos espaços em que a vida do “brincante” afro religioso está presente.

Segundo Pai Adelson, entrevistado pela pesquisadora,
A Pedreira é muito forte nesse assunto da parte mística, é que a maioria que trabalha nos atelier, que trabalha nos barracões lá dentro né, são a maioria são tudo do Santo, entendeu? Quer dizer, agente, como é...Vão envelhecendo sobre a cultura né, envelhecendo de fazer o carnaval, ai vão pedindo opinião. Bora mostrar um pouco da nossa religiosidade? bora mostrar um pouco da fé do caboclo, bora mostrar um pouco da fé do Orixá, quer dizer, tem muito isso. É muita influência porque a Pedreira é muito influente mesmo nessa parte de religião, principalmente da parte do Candomblé, Umbanda [...] eles vão com a fé, você sabe? Os pai de santo com a sua Guia, as pessoas com seu cheiro sabe? Perto da gente, ai nós, porque além de eu trabalhar no mundo lá dentro né, nos bastidores, lá dentro nós se reúne nossos colegas, ai nós faz uma fantasia, quem vai trazer a fantasia mais bonita pra poder alegrar, o nosso arrastão da Pedreira. E tem muito, parte mística, parte da religião, tudo ele influencia, tudo segura uma mão com a outra, quer dizer, que vira um profano e religioso e isso que dá um carnaval da Pedreira ficar bonito [...] quer dizer é uma energia mística! A Pedreira é mística e é muito bonito! (entrevista cedida em 08/2017).
Na Belém dos anos de 1960 e de 1970, os locais de culto eram vistos como focos de “bagunça” e marginalizados pela presença de pessoas de “baixa sociedade”. Desde o inicio do século XX as proibições ao toque de tambor eram constantes. Os batuques só poderiam ocorrer mediante as “licenças especiais” cedidas pela chefatura de policia.

## Infraestrutura
O bairro da Pedreira é um dos maiores pólos comerciais da capital paraense, o bairro possui sete agências bancarias, três supermercados e uma grande variedade de lojas e feiras, quase todos localizados na Avenida Pedro Miranda, sendo Pedro Miranda um importante médico que incentivou o aterramento de boa parte do bairro devido ao surto de doenças. seu maior ícone comercial é o Mercado Municipal da Pedreira o coração comercial da Pedreira. O bairro também é bem servido em relação ao ensino, são oito escolas particulares e quatro estaduais.

## Principais avenidas da Pedreira
- Avenida Visconde de Inhaúma
- Avenida Marquês de Herval
- Avenida Pedro Miranda (principal do bairro)
- Avenida Antonio Everdosa

## Atrações
- Praça Eneida de Moraes - é um dos símbolos da Pedreira. Além de delimitar as divisas com o bairro do Umarizal, já foi palco de momentos históricos recentes do Pará. Foi nessa praça que os sem-terra ficaram acampados enquanto aguardavam as seções de julgamento de Eldorado do Carajás, no final dos anos 90. É nela que se concentram os foliões de escolas de samba.
- Aldeia Cabana de Cultura Amazônica Davi Miguel - Principal palco dos festejos carnavalescos de Belém e também palco do Desfile Cívico do Dia da Raça, o espaço realiza vários eventos culturais de música e atividades esportivas.
- Avenida Marques de Herval - É a primeira via parque de Belém, a via possui mais de três quilômetros de ciclovia, dois parques infantis, espaço do idoso, academia ao ar livre, quiosques, calçada padronizada e belos jardins arborizados.